# Zelotes denisi
Zelotes denisi är en spindelart som beskrevs av Jean-Yves Marinaro 1967. Zelotes denisi ingår i släktet Zelotes och familjen plattbuksspindlar. Inga underarter finns listade i Catalogue of Life.